# Vuoksen

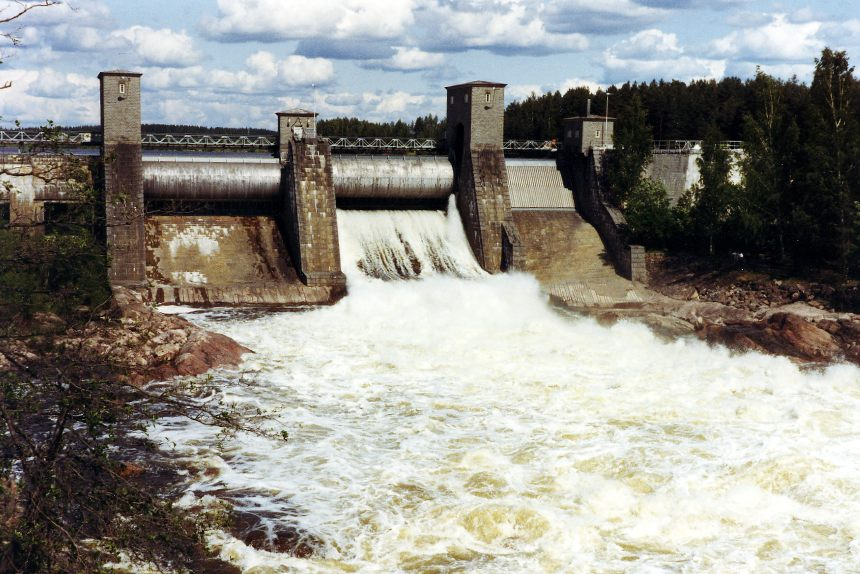
Kraftverk i Vuoksen vid Imatra fors i Imatra stad.

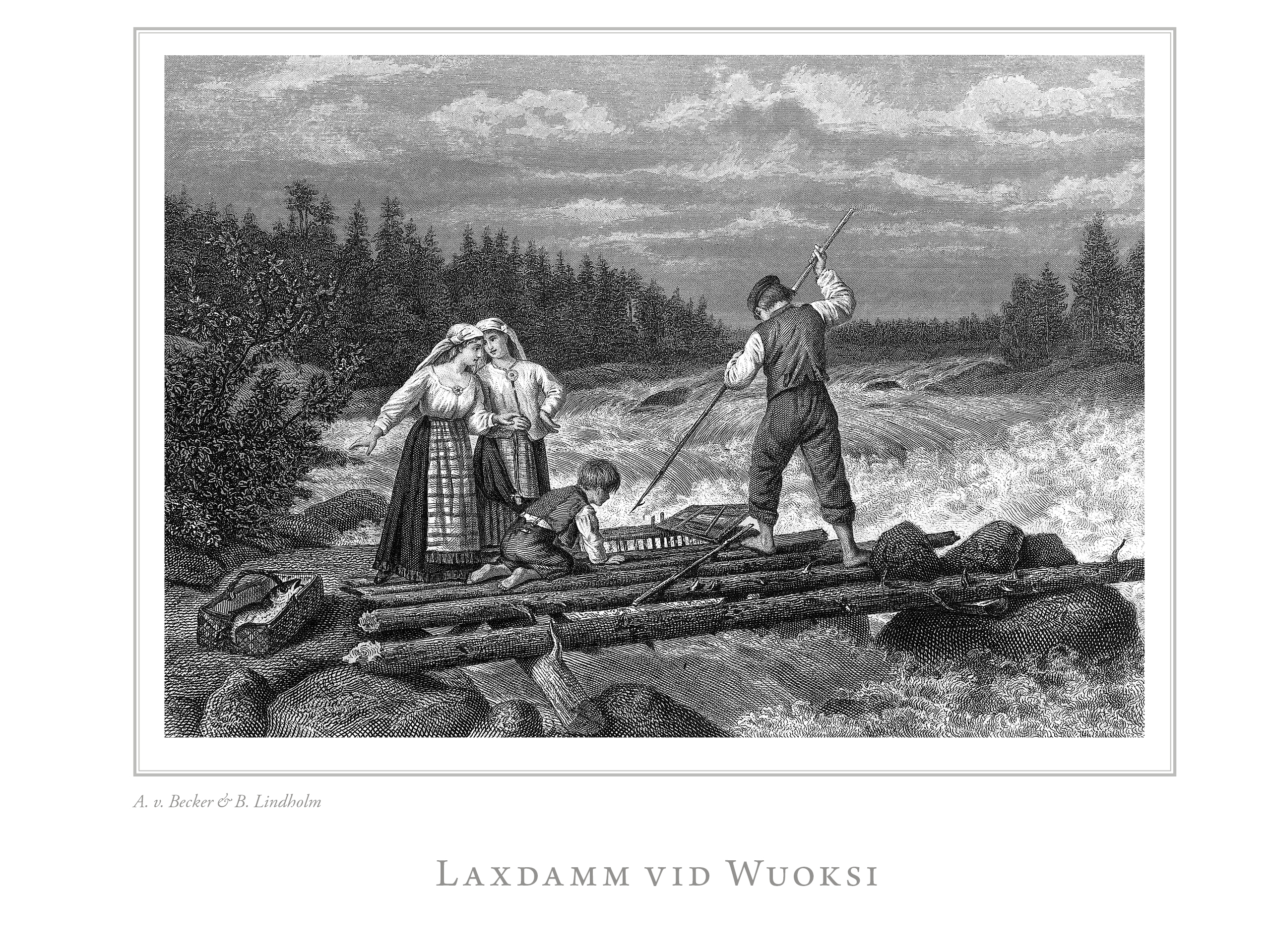
Laxdamm vid Vuoksen illustrerad i En resa i Finland.

Vuoksen (finska Vuoksi, ryska Вуокса, Vuoksa) är en 140 km lång flod i norra Europa. Den flyter från Saimen i sydöstra Finland till Ladoga i nordvästra Ryssland.